# سرخیو رودریگز (بازیکن فوتبال، زاده ۱۹۹۲)
سرخیو رودریگز (انگلیسی: Sergio Rodríguez؛ زادهٔ ۷ سپتامبر ۱۹۹۲) بازیکن فوتبال اهل اسپانیا است.
از باشگاه‌هایی که در آن بازی کرده‌است می‌توان به باشگاه فوتبال آلکورکون، باشگاه فوتبال رئال بتیس، باشگاه خیمناستیک تاراگونا، و باشگاه فوتبال لوگو اشاره کرد.